# Lautaro Ariel Díaz
Lautaro Ariel Díaz (Buenos Aires, 21 de mayo de 1998) es un futbolista argentino. Juega de extremo y su equipo actual es Cruzeiro Esporte Clube de la Serie A de Brasil.

## Trayectoria

### Estudiantes de Buenos Aires
Díaz fue un exponente juvenil en Estudiantes de Buenos Aires, haciendo su debut en el primer equipo el 8 de mayo de 2019 en una derrota en casa por 2-1 en Primera B Metropolitana contra All Boys. Participó en otros dos partidos durante la temporada cuando su equipo logró el ascenso a la Primera B Nacional y anotó su primer gol el 10 de enero de 2021, anotando el gol de la victoria por 2-1 sobre Ferro Carril Oeste.

#### Préstamo a Villa Dálmine
El 21 de julio de 2021, Díaz se mudó a la Ciudad de Campana, cercana a Buenos Aires, cedido al Villa Dálmine de segunda división hasta diciembre de 2022. Después de solo un gol en la temporada 2021, anotó seis veces durante la primera mitad de la campaña 2022 antes de irse en junio de 2022.

### Independiente del Valle

#### Temporada 2022
El 14 de junio de 2022, Díaz fue anunciado como nuevo jugador de Independiente del Valle, cedido a préstamo desde Estudiantes de Buenos Aires, con opción de compra. Debutó el 30 de junio en la victoria 2-1 sobre Lanús en los octavos de final de la Copa Sudamericana.
Participó activamente en la campaña que coronó campeón al conjunto ecuatoriano en la Copa Sudamericana, disputando seis encuentros y siendo el máximo goleador del equipo con cinco tantos, incluyendo un gol en la final ante São Paulo, donde también asistió a Lorenzo Faravelli en el segundo tanto del 2-0 final. Fue incluido en el once ideal del torneo.
El 9 de noviembre de 2022, Independiente del Valle ejerció la opción de compra y adquirió el 60 % de sus derechos económicos.

#### Temporada 2023
El 3 de mayo de 2023, marcó dos goles en la victoria por 3-1 frente al Corinthians por la fase de grupos de la Copa Libertadores.
El 19 de julio marcó el único gol del club ecuatoriano en el empate 1-1 contra el Sevilla en la primera edición del Desafío de Clubes UEFA-Conmebol 2023, que terminó con derrota por penales.

#### Temporada 2024
En la temporada 2024 jugó ocho partidos y marcó tres goles. En junio fue anunciado su traspaso al Cruzeiro.
Cerró su etapa en Independiente del Valle con un total de 62 partidos, 18 goles y ocho asistencias. En total, conquistó cuatro títulos con el club.

### Cruzeiro

#### Temporada 2024
En junio de 2024, Cruzeiro de Brasil anunció un acuerdo con el Independiente del Valle por el traspaso de Díaz. El 1 de julio fue presentado oficialmente como nuevo refuerzo del conjunto celeste, firmando contrato hasta finales de 2028. El valor de la transferencia fue de 3 millones de dólares por el 70 % de sus derechos económicos.
Debutó con Cruzeiro el 13 de julio en un partido del Campeonato Brasileño frente al Red Bull Bragantino. Marcó su primer gol con el club el 27 de julio, en la victoria por 3-0 sobre Botafogo en el mismo torneo.
También anotó en la Copa Sudamericana, en un partido frente al Libertad disputado en el Mineirão.
Durante el tramo final de la temporada, debido a múltiples lesiones en la plantilla, Díaz obtuvo varias oportunidades como titular bajo la dirección de Fernando Diniz.

#### Temporada 2025
Inició la temporada marcando en la victoria ante el Tombense en el debut del Campeonato Mineiro. El 25 de enero convirtió el gol del empate ante el Betim en la tercera jornada del torneo, en un partido disputado en el Mineirão.

## Estadísticas

### Clubes
Actualizado al último partido disputado el 18 de agosto de 2025.
| Club                              | Div.          | Temporada     | Liga  | Liga  | Copas nacionales | Copas nacionales | Copas internacionales | Copas internacionales | Otros | Otros | Total | Total |
| Club                              | Div.          | Temporada     | Part. | Goles | Part.            | Goles            | Part.                 | Goles                 | Part. | Goles | Part. | Goles |
| --------------------------------- | ------------- | ------------- | ----- | ----- | ---------------- | ---------------- | --------------------- | --------------------- | ----- | ----- | ----- | ----- |
| Estudiantes (BA) Argentina        | 3.ª           | 2018-19       | 3     | 0     | —                | —                | —                     | —                     | 0     | 0     | 3     | 0     |
| Estudiantes (BA) Argentina        | 2.ª           | 2019-20       | 6     | 0     | 2                | 0                | —                     | —                     | 0     | 0     | 8     | 0     |
| Estudiantes (BA) Argentina        | 2.ª           | 2020-21       | 6     | 1     | 0                | 0                | —                     | —                     | 0     | 0     | 6     | 1     |
| Estudiantes (BA) Argentina        | 2.ª           | 2021          | 9     | 1     | 0                | 0                | —                     | —                     | 0     | 0     | 9     | 1     |
| Estudiantes (BA) Argentina        | Total club    | Total club    | 24    | 2     | 2                | 0                | 0                     | 0                     | 0     | 0     | 26    | 2     |
| Villa Dálmine Argentina           | 2.ª           | 2021          | 16    | 1     | 0                | 0                | —                     | —                     | 0     | 0     | 16    | 1     |
| Villa Dálmine Argentina           | 2.ª           | 2022          | 15    | 6     | 0                | 0                | —                     | —                     | 0     | 0     | 15    | 6     |
| Villa Dálmine Argentina           | Total club    | Total club    | 31    | 7     | 0                | 0                | 0                     | 0                     | 0     | 0     | 31    | 7     |
| Independiente del Valle · Ecuador | 1.ª           | 2022          | 11    | 0     | 4                | 3                | 6                     | 5                     | —     | —     | 21    | 8     |
| Independiente del Valle · Ecuador | 1.ª           | 2023          | 23    | 4     | 1                | 0                | 9                     | 3                     | —     | —     | 33    | 7     |
| Independiente del Valle · Ecuador | 1.ª           | 2024          | 5     | 0     | —                | —                | 3                     | 3                     | —     | —     | 8     | 3     |
| Independiente del Valle · Ecuador | Total club    | Total club    | 39    | 4     | 5                | 3                | 18                    | 11                    | 0     | 0     | 62    | 18    |
| Cruzeiro E. C. · Brasil           | 1.ª           | 2024          | 17    | 1     | 0                | 0                | 6                     | 1                     | —     | —     | 23    | 2     |
| Cruzeiro E. C. · Brasil           | 1.ª           | 2025          | 6     | 0     | 0                | 0                | 6                     | 1                     | 6     | 1     | 18    | 2     |
| Cruzeiro E. C. · Brasil           | Total club    | Total club    | 23    | 1     | 0                | 0                | 12                    | 2                     | 6     | 1     | 41    | 4     |
| Total carrera                     | Total carrera | Total carrera | 117   | 14    | 7                | 3                | 30                    | 13                    | 6     | 1     | 160   | 31    |
| 1. 2. 3.                          |               |               |       |       |                  |                  |                       |                       |       |       |       |       |

## Palmarés

### Campeonatos nacionales
| Título               | Club                    | Año  |
| -------------------- | ----------------------- | ---- |
| Copa Ecuador         | Independiente del Valle | 2022 |
| Supercopa de Ecuador | Independiente del Valle | 2023 |

### Campeonatos internacionales
| Título              | Club                    | Año  |
| ------------------- | ----------------------- | ---- |
| Copa Sudamericana   | Independiente del Valle | 2022 |
| Recopa Sudamericana | Independiente del Valle | 2023 |

### Distinciones individuales
| Distinción                       | Año  |
| -------------------------------- | ---- |
| 11 ideal de la Copa Sudamericana | 2022 |

## Vida privada
Es hijo del exjugador de fútbol argentino Roberto Osvaldo Díaz, más conocido como el Ropero Díaz.